# Minosiella pharia
Minosiella pharia är en spindelart som beskrevs av Raymond Comte de Dalmas 1921. Minosiella pharia ingår i släktet Minosiella och familjen plattbuksspindlar. Inga underarter finns listade i Catalogue of Life.